# 24時間地球大騒ぎ!!カウントダウン2000
『24時間地球大騒ぎ!!カウントダウン2000』（にじゅうよじかんちきゅうおおさわぎ!!カウントダウンにせん）は、1999年12月31日（金）18:00 - 2000年1月1日（土）18:00 （日本標準時）にテレビ朝日系列局で放送されたテレビ朝日製作の年越し番組である。12月31日（金）11:20 - 11:45には、同特番の予告番組『カウントダウン2000 今夜オンエア』が放送された。本番組から派生し翌年から放送された年越し番組「テレビ名場面シリーズ」についても説明する。

## 概要
テレビ朝日開局40周年記念番組として行われた24時間特別番組。テレビ朝日にとっては1997年放送の『27時間チャレンジテレビ』以来、約2年ぶり。年越し番組では史上初の24時間番組となった。総合司会は島田紳助と小宮悦子が務めた。
本番組は、主に英国放送協会（BBC） と WGBH（英語: WGBH-TV）の米英のテレビ局がリードして進めてきた国際共同プロジェクト「2000トゥデー（英語: 2000 Today）」 に加盟する番組で、同プロジェクトによって配信される映像ソースを使用して特番内で世界各国の年明け映像の中継が行われた。また、視聴者1万人から取ったアンケートをもとにして選んだ20世紀の映像を放送し、その中でも特に優秀な映像をドラえもん型のタイムカプセル に保管する「20世紀テレビの殿堂」という企画も行われた。

## 番組内容
- 12月31日 18:00：オープニング[1]
- 12月31日 19:20：2000年だよ！ドラえもん「未来を守れ！のび太VSアリ軍団」[1] - 『ドラえもん ガラパ星から来た男』をアニメ化。年末SPでは唯一の特番内で放送された作品。この作品はテレビシリーズに先駆けて試験的にステレオで制作・放送され、翌年3月3日から通常放送もステレオに移行した。
  - 原作：藤子・F・不二雄
  - 脚本：藤本信行
  - 絵コンテ・演出：平井峰太郎
  - 作画監督：高倉佳彦
  - 声の出演：大山のぶ代、小原乃梨子、野村道子、たてかべ和也、肝付兼太、千々松幸子、田中亮一、山崎たくみ、関根信昭、島津冴子 ほか
- 12月31日 20:55：ビートたけしの地獄の黙示録…20世紀超常現象に最後の審判 嵐の大ゲンカバトル[1] - 前年から行われている『たけし禁断の大暴露』では唯一の特番内[注 3] で放送された回となった。
  - 司会（大会名誉委員長）：ビートたけし
  - ナレーター：郷里大輔 ほか
  - ゲスト：ユリ・ゲラー、矢追純一 ほか
- 12月31日 23:30：世界43億人が目撃…大黒摩季ライブIN奈良「ら・ら・ら」[1] - 日本国内で行われたカウントダウンの模様を中継。
  - メイン：大黒摩季 - ライブ終了と同時に芸能活動を2001年まで休止。
- （参考）12月31日 - 1月1日 年越し前後
  - 年越しカウントダウンの直前より、他国の2000トゥデー加盟放送局でも日本の状況が放送される。内、アメリカ・ABCテレビでは日本の番組出演者の生中継によるレポートが行われた。
- 1月1日 開始時刻不明：20世紀テレビの殿堂・第1部[1]
  - ゲスト：松坂大輔（当時西武ライオンズ投手）、爆笑問題、優香、今田耕司 ほか
※なお平年、1月1日未明（12月31日深夜）は『朝まで生テレビ!元日スペシャル』を放送する日であるが、当番組を編成したため、1月2日未明（1月1日深夜）に『正月スペシャル』と改題したうえで延期放送した。
- 1月1日 6:40：ミレニアム結婚式[3] - 初日の出に合わせて犬吠埼で行われた結婚式を中継。
- 1月1日 7:15：最大のクライマックス・ヨーロッパ大カウントダウン[3] - ヨーロッパ各都市で行われるカウントダウンの模様を中継。
- 1月1日 開始時刻不明：20世紀テレビの殿堂・70年代アイドル編[3] - 山口百恵やキャンディーズなどの映像を放送。企画名に「アイドル編」とあるが、1976年のアントニオ猪木対モハメド・アリ戦の映像も流された。
- 1月1日 12:00：20世紀テレビの殿堂・総合ベスト100発表[3]
- 1月1日 13:45：さあ真打ち登場 息をのむ豪華さ アメリカ合衆国大カウントダウン[3] - アメリカ各都市のカウントダウン模様を中継。
- 1月1日 14:10：志村&所の戦うお正月[3] - 上記の『ドラえもんSP』やビートたけしの企画と同じく、歴代唯一の特番内で放送された回となった。この企画のみテレビ朝日と朝日放送の共同制作。
  - 司会：志村けん（「志村組」リーダー）、所ジョージ（「TEAM所」リーダー）
  - ナレーター：佐藤賢治、難波圭一
  - 対戦芸能人：黒柳徹子、和田アキ子、山田花子、西村知美、出川哲朗、山崎邦正（現：月亭方正） ほか
- 1月1日 17:10：TV史上空前の地球ミレニアム大映像（フィナーレ）[3]

## スタッフ
- 制作本部長：神村謙二
- 事務局長：武田徹
- エグゼクティブプロデューサー：福田俊男、栗原直汎、木下享介、村上義彦、浜田敏明
- 「ワールドカウントダウン」
  - 構成：田淵寛
  - TD：大塚良一
  - SW：田代博一、長谷部哲也、平林眞喜雄
  - カメラ：羽根哲也、吉田純也、宮崎輝夫
  - VE：斎藤剛志、川上智、小山恭司
  - 音声：山下浩樹、奥田直樹
  - 衛星担当：水出雅文、入江武彦
  - アシスタントプロデューサー：角井由夏、鈴木麻衣子
  - ディレクター：新美広重、秦聖浩、木内麻由美、乾弘明、松山圭子
  - プロデューサー：北清順一、品川作
- 「江守徹ストーリーテラー」
  - 構成：飯田茉千子、下等ひろき
  - TD：宮田一
  - カメラ：説田比登志
  - VE：佐野勝彦
  - 音声：中本清
  - 音響効果：下城義行
  - 選曲：矢崎裕行
  - 演出補：六車俊治
  - 演出：松本健
- 「20世紀テレビの殿堂」
  - 構成：腰山一生
  - ブレーン：山根弘行、御園生宏
  - アシスタントプロデューサー：佐藤潤司、西田有希子、新谷時子
  - プロデューサー：松本仁司、曲山史夫、川端孝広
- 「90&80年代の殿堂」
  - 高輪プリンス中継技術：テレテック
  - 福岡・太宰府中継ディレクター：永井譲
  - 福岡・太宰府制作・技術協力：九州朝日放送
  - 構成：安野智彦
  - SW：山内克彦
  - カメラ：木原吉昭
  - VE：岡田大輔、佐野雅彦
  - 音声：高橋秀行
  - 照明：小松武久
  - VTR：井上亮
  - ディレクター：渡辺敦道、藤岡信夫、三輪敦子、志藤恵
  - プロデューサー・ディレクター：若林邦彦
- 「50～60年代の殿堂」
  - 構成：末谷真澄
  - ロケ技術：ヒートワン
  - 編集・MA：麻布プラザ
  - 効果：VAMP
  - ディレクター：土屋務
  - プロデューサー：日比野研
  - 制作協力：オフィス・トゥー・ワン
- 「アニメの殿堂」
  - TD：川村利一
  - カメラ：日山秀樹
  - VE：生井明彦
  - 音声：笹谷孝司
  - 美術進行：根古屋史彦
  - 構成：山名宏和、いなにわ勝利
  - TD：横関正人
  - カメラ：藤原朋巳
  - VE：北原伸之
  - 照明：植松幸人
  - ディレクター：高田一、原佳弘、藤田賢美、真中博司、秋田洋、塩谷泰孝
- 「ヴィーナスの殿堂」
  - 構成：沢口義明、山田美保子
  - TD：斎藤弘一
  - カメラ：高木武彦
  - VE：監物直
  - ディレクター：大西義人、新井隆美、山口肇、細川和利、吉田たかし
  - 制作協力：ViViA
- 「総合ランキング&70年代殿堂」
  - 構成：山本宏章
  - ナレーター：小早川正昭、垂木勉、斉藤茂一、杉本るみ、鈴木麻里子
  - SW：内野盛和、宮田一
  - カメラ：関口光男、伊藤博
  - VE：横田一浩、原田充
  - 音声：阿部健彦、川野奈巳
  - 照明：矢嶋安雄、渡辺敏正
  - ディレクター：後藤和夫、水村武史、大里正人、木山亨、辻洋司、佐藤尚子
  - プロデューサー・ディレクター：原一郎
- 「大黒摩季カウントダウンライブ」
  - 構成：田淵寛
  - SW：木下浩
  - TD：小林俊明、村井信夫
  - カメラ：浅川英俊、田中康彦
  - VE：高杉正彦、宮本佳昭
  - 音声：長谷川泰裕、西田英昭
  - 照明：小島裕行、道本啓介
  - 音響効果：細野貴裕
  - 美術：村竹良二
  - 美術進行：星野和久
  - TK：阿部直子、船木玉緒
  - ディレクター：中貞人、鈴木弘之、高橋才也、倉岡恭一、菅原康洋、野溝友也、柿森征信、吉原宏史、石城和彦
  - プロデューサー・演出：加藤義人
  - プロデューサー：東卓夫、三倉文宏
  - 技術協力：大阪東通
  - 制作協力：ABC、テレビマンユニオン
- 「銚子・初日の出中継」
  - TD：樋口幸起
  - カメラ：高橋政博
  - VE：刈田禎司
  - 音声：中島健次
  - 照明：和田良雄
  - ディレクター：彦井文男、岩本浩一
- 「2000年だよ！ドラえもん」
  - 原作：藤子・F・不二雄
  - チーフディレクター：芝山努
  - 脚本：藤本信行
  - チーフプロデューサー：木村純一、亀山泰夫、山田俊秀
  - プロデューサー：高橋由佳、山川秀樹、小川邦恵、大澤正享、小倉久美
  - 制作：テレビ朝日、ASATSU-DK、シンエイ動画
- 「ビートたけしの地獄の黙示録」
  - 構成：桜井誠二
  - ナレーター：郷里大輔、広中雅志、満仲由紀子、那波一寿
  - TD：平野友章
  - カメラ：古橋稔
  - VE：宮越直幸
  - 音声：中本清
  - 照明：江口義信
  - タイトル：Edel's
  - 美術：小川由紀夫
  - 美術進行：黒目樹司
  - リサーチ：神田丈
  - ロケ技術：インフ
  - 編集・MA：麻布プラザ
  - 音響効果：窪村友絵
  - TK：西岡八生子
  - 協力：スーパープロデュース
  - ディレクター：高橋尚樹、高橋和一、小川謙治
  - プロデューサー：山本隆司、太田伸、高村裕
  - チーフプロデューサー：澤將晃
  - 制作：オフィス・トゥー・ワン
- 「志村&所の戦うお正月」
  - 構成：大田一水、三木敦、豊田俊一
  - TD：福元昭彦
  - カメラ：有泉重正
  - VE：井上貴史
  - 音声：朱牟田真吾
  - 照明：高見光平
  - 技術アシスト：須崎泰道
  - 美術：北原國彦、井磧伸介
  - 美術進行：金原典代
  - 音響効果：中山孝継
  - 編集：長谷川一彦
  - MA：浜田豊
  - TK：藤本めぐみ
  - ディレクター：吉川知仁、藤井智久、林田竜一、岩本浩一、木部勇一、竹谷和樹、松岡浩、岩橋正憲
  - プロデューサー：山本隆司、板橋順二、岩田潤、本居幸治、栗林堅太郎
  - チーフプロデューサー：杉村全陽、市川寿憲
  - 制作協力：NCV
  - 制作：テレビ朝日、ABC

〈総合スタッフ〉
- 制作デスク：西川清美
- 編集技術：馬目貴浩
- ロケ技術・カメラ：陣内孝夫、稲村正典、酒井雅久
- ロケ技術・VE：加瀬浩和、平原渉、金森之響
- 電子作画：石川理
- CG：山本貴歳
- 美術：高見和彦、宇家譲二、池上隆
- 美術進行：小島透、大滝千秋、工藤敦博、入江大介
- 編集：山口直哉、西村享、中村健一、水上智二
- MA：新田義武、大出典夫、一色勇人
- 選曲：番匠祐司、増子彰、菅原大介、谷内田久貴、引地康文
- OA・音響効果：丸山孝之、石川一宏、有坂香、登澤三広
- TK：尾木みち、宮本美智子、多田羅英子、吉条雅美、丸山和子、満松美弥子、中里優子、鈴木このみ、山田美樹、有馬由美子
- 広報・宣伝：山本清、金沢昭吾、小久保聡、平野三和
- 編成：永井美香、岡田亮
- 総合進行ディレクター：清水幹夫、中澤誠二
- OAサブディレクター：佐藤彰、朝本香織、久米司郎、鈴木裕美子、東裕二、中村雪浩、利田敏、森川俊生、武居康仁、雪竹弘一、本井健吾、村野俊
- スーパーバイザー：鈴木宏男、澤將晃
- 技術協力：ViViA、FLEX、TSP、テイクシステムズ、文化工房、日放、KYORITZ
- 美術協力：テレビ朝日クリエイト、東京美術
- 音楽協力：テレビ朝日ミュージック
- 資料協力：朝日新聞社、共同通信社、スポーツニッポン新聞社、オリオンプレス
- 映像協力：日活、松竹、東映、東宝、NHK、円谷プロダクション、東北新社、東宝テレビ部、角川書店、スポニチテレビ、アニドウ・フィルム、CRAZY TV、C.A.L、MMJ、オフィス・トゥー・ワン、財団法人日本相撲協会、財団法人日本オリンピック委員会、ABC、長野朝日放送、静岡朝日テレビ、九州朝日放送、琉球朝日放送、Gカンパニー、ACC・CM情報センター
- 協力：藤子プロ、小学館、小学館プロダクション、ASATSU-DK、シンエイ動画、奈良青年会議所、東大寺、銚子市役所、奈良ディスプレー協同組合、渡海神社、マルベル堂、京成ホテル・ローブドマリエ、えとせとらレコード、太陽金属株式会社
- 技術プロデューサー：野呂奔
- 美術プロデューサー：高原篤
- チーフプロデューサー：青木吾朗
- 総合演出：青山幸光
- 製作著作：テレビ朝日

## 後継番組
上記コーナー「20世紀テレビの殿堂」は名場面集として独立し、その後2003年/2004年まで年越しカウントダウン番組として放送され続けた。
- 20世紀感動名場面100（2000年12月31日 - 2001年1月1日(23:30 - 25:30)） - 司会：ココリコ
- 涙と感動と元気でつづる最強のテレビ名場面ベスト1000（2001年12月31日 - 2002年1月1日(23:30 - 25:30)） - 司会：ココリコ
- 年越しロンドンブーツ俺達の選ぶTV名場面全部見せちゃうぞSP（2002年12月31日 - 2003年1月1日(23:30 - 25:30)） - 司会：ロンドンブーツ1号2号
- テレビ最強名場面 初解禁(秘)1000連発SP（2003年12月31日 - 2004年1月1日(23:30 - 25:30)） - 司会：笑福亭鶴瓶・ロンドンブーツ1号2号

その翌年（2004年/2005年）からはその流れを汲んだ鶴瓶とロンブーが司会の『お笑い!!ゆく年くる年』がはじまっている。